# Chionea (Chionea) nipponica
Chionea (Chionea) nipponica is een tweevleugelige uit de familie steltmuggen (Limoniidae). De soort komt voor in het Palearctisch gebied.